# Vejle Boldklub
El Vejle Boldklub es un club de fútbol de Dinamarca, de la ciudad de Vejle. Fue fundado el 3 de mayo de 1891 y juega en la Superliga danesa. Ha ganado 5 veces la primera liga danesa y 6 la copa.

## Uniforme
- Uniforme titular: Camiseta roja, pantalón blanco, medias blancas.
- Uniforme alternativo: Camiseta verde, pantalón negro, medias negras.

## Estadio
Juega de local en el Estadio de Vejle, ubicado en Vejle, Dinamarca y tiene una capacidad para 15.332 espectadores.

## Entrenadores

### Entrenadores desde 1952
- Kaj Hansen (1952-1956)
- Ernst Netuka (1962-1965)
- Bendt Jørgensen (1966-1970)
- József Szentgyörgyi (1971-1973)
- Ernst Netuka (1973-1975)
- Poul Bech (1976-1978)
- Jürgen Wähling (1979-1981)
- Ole Fritsen (1981-1984)
- Poul Bech (1984-1987)
- Ole Fritsen (1988-1990)
- Ebbe Skovdahl (1990–1991)
- Allan Simonsen (1991–1994)
- Ole Fritsen (1994–1999)
- Allan Michaelsen (1999-2000)
- Poul Erik Andreasen (2000)
- Keld Bordinggaard (2001–2002)
- Frank Petersen (2002–2003)
- Henrik Brandenborg (2003)
- Steen Thychosen (2003)
- Jens Tang Olesen (2004)
- Hans Lauge y Mogens Nielsen (2004)
- Frank Andersen (2004–2005)
- Lasse Christensen y Jesper Søgaard (2005)
- Kim Poulsen (2006–2007)
- Ove Christensen (2007–2009)
- Lasse Christensen y Ole Schwennesen (2009)
- Mats Gren (2009–2011)
- Viggo Jensen (2011)
- Nicolai Wael (2011–2013)
- Kim Brink (2013)
- Tonny Hermansen (2013–2014)
- Klebér Saarenpää (2014–2016)
- Steen Thychosen (2016)
- Andreas Alm (2016–2017)
- Adolfo Sormani (2017–2019)
- Constantin Gâlcă (2019–2021)
- Carit Falch (2021)
- Peter Sørensen (2021–2022)
- Ivan Prelec (2022–2024)
- Mihai Teja (2024–2025)
- Steffen Kielstrup (2025)
- Ivan Prelec (2025–)

## Palmarés

### Torneos nacionales
- Superliga danesa (5): 1958, 1971, 1972, 1978, 1984.
- Primera División de Dinamarca (2): 2018, 2023.
- Copa de Dinamarca (6): 1958, 1959, 1972, 1975, 1977, 1981.

## Participación en competiciones europeas
| Temporada | Competición      | Ronda            | Club                | Cómputo global | Ida     | Vuelta  |
| --------- | ---------------- | ---------------- | ------------------- | -------------- | ------- | ------- |
| 1972/73   | Copa de Europa   | 1R               | RSC Anderlecht      | 2-7            | 2-4 (F) | 0-3 (C) |
| 1973/74   | Copa de Europa   | 1R               | FC Nantes           | 3-2            | 2-2 (C) | 1-0 (F) |
| 1973/74   | Copa de Europa   | 1/8              | Celtic FC           | 0-1            | 0-0 (F) | 0-1 (C) |
| 1975/76   | Recopa de Europa | 1R               | FC Den Haag         | 0-4            | 0-2 (C) | 0-2 (F) |
| 1977/78   | Recopa de Europa | 1R               | Progrès Niedercorn  | 10-0           | 1-0 (F) | 9-0 (C) |
| 1977/78   | Recopa de Europa | 1/8              | PAOK Salónica       | 4-2            | 3-0 (C) | 1-2 (F) |
| 1977/78   | Recopa de Europa | 1/4              | FC Twente           | 0-7            | 0-3 (C) | 0-4 (F) |
| 1979/80   | Copa de Europa   | 1R               | Austria Wien        | 4-3            | 3-2 (C) | 1-1 (F) |
| 1979/80   | Copa de Europa   | 1/8              | Hajduk Split        | 2-4            | 0-3 (C) | 2-1 (F) |
| 1981/82   | Recopa de Europa | 1R               | FC Porto            | 2-4            | 2-1 (C) | 0-3 (F) |
| 1985/86   | Copa de Europa   | 1R               | Steaua Bucarest     | 2-5            | 1-1 (C) | 1-4 (F) |
| 1990/91   | UEFA Cup         | 1R               | FC Admira-Wacker    | 0-4            | 0-1 (C) | 0-3 (F) |
| 1997/98   | UEFA Cup         | Clasificatoria 2 | Hapoel Petah Tikvah | 0-1            | 0-0 (C) | 0-1 (F) |
| 1998/99   | UEFA Cup         | Clasificatoria 2 | Otelul Galati       | 6-0            | 3-0 (C) | 3-0 (F) |
| 1998/99   | UEFA Cup         | 1R               | Real Betis          | 1-6            | 1-0 (C) | 0-5 (F) |